# يوهانس فينك
يوهانس فينك (بالألمانية: Johannes Fink)‏ هو ضابط ألماني، ولد في 28 مارس 1895 في فولينغن في ألمانيا، وتوفي بنفس المكان في 1 يونيو 1981.